# Cristiana Oliveira
Cristiana Barbosa de Silva Oliveira (Río de Janeiro, 15 de diciembre de 1963) es una actriz brasileña. Es hija de Oscar de Oliveira y Eugenia Barbosa de Silva de Oliveira. Comenzó su carrera como modelo a los veinte años, viajando a Alemania y España. En 1988 trabajó en el periódico O Globo como reportera. El mismo año, grabó un comercial bajo la dirección de Walter Salles Jr. y, con este comercial, fue convocada a la desaparecida Rede Manchete por Jayme Monjardim, para hacer una prueba para el programa de clips musicales Shock. Acabó haciendo una prueba no para el programa y aunque sí para la telenovela Kananga de Japón, para el papel de la protagonista Dora. Al desistir la actriz Bia Seidl de tomar el papel de Hannah, una judía, Cristiana fue colocada en su lugar.
En 1989 comenzó a grabar Pantanal, en el papel de Juma, que inicialmente estaba pensado fuera para la actriz Gloria Pires. Pero Cristiana se ofreció para hacerlo, ya que le había gustado el personaje al leer la sinopsis. La telenovela fue un gran éxito de audiencia de la Rede Manchete. Por este trabajo, Cristiana ganó premios en Brasil y en el exterior.
En 1992, fue contratada por la Rede Globo, para hacer la telenovela De Cuerpo y Alma, de Glória Perez, dirigida por Roberto Talma.
En febrero de 1992, Cristiana posó desnuda para la revista Playboy.

## Filmografía

### Televisión
| Año  | Título                                        | Personaje                                                  |
| ---- | --------------------------------------------- | ---------------------------------------------------------- |
| 1989 | Kananga do Japão                              | Hannah                                                     |
| 1990 | Pantanal                                      | Juma Marruá                                                |
| 1991 | Amazônia                                      | Mila / Camille                                             |
| 1992 | De Corpo e Alma                               | Paloma Bianchi                                             |
| 1994 | Memorial de Maria Moura                       | Marialva                                                   |
| 1994 | Cuatro por Cuatro                             | Tatiana Tarantino (Maria das Dores Santanna / Raio de Sol) |
| 1996 | Salsa e Merengue                              | Adriana                                                    |
| 1998 | Cuerpo dorado                                 | Selena                                                     |
| 1999 | Vila Madalena                                 | Pilar Ramírez                                              |
| 2001 | Puerto de los milagros                        | Eulália                                                    |
| 2001 | El clon                                       | Alicinha (Alice Maria Ferreira das Neves)                  |
| 2002 | O Olhar da Serpente                           | Celeste Carvalho Pinto                                     |
| 2003 | Kubanacan                                     | Helena                                                     |
| 2005 | Malhação                                      | Rita García                                                |
| 2007 | Amazônia, de Galvez a Chico Mendes            | Carminha                                                   |
| 2007 | Siete pecados                                 | Dra. Margareth                                             |
| 2009 | Ciudad Paraíso                                | Zuleika Tavares                                            |
| 2011 | Insensato corazón                             | Araci Laranjeira                                           |
| 2012 | La guerrera                                   | Yolanda Gómez                                              |
| 2014 | Animal                                        | Mariana Gomes                                              |
| 2016 | Josué y la tierra prometida                   | Mara                                                       |
| 2017 | Tô de Graça                                   | Drª. Verônica                                              |
| 2019 | Topíssima                                     | Lara Alencar                                               |
| 2019 | Pacto Brutal - El Asesinato de Daniella Perez | Ella Misma                                                 |
| 2022 | Pantanal                                      | Invitada De Matrimonio                                     |

### Cine
| Año  | Título                                | Personaje |
| ---- | ------------------------------------- | --------- |
| 1991 | Os Trapalhões e a Árvore da Juventude | Juliana   |
| 2006 | Gatão de Meia Idade                   | Sandrão   |
| 2006 | Nossa Senhora de Caravaggio           | Angélica  |

## Teatro
- 2003 - La Pasión de Cristo en la Nueva Jerusalén .... como Maria
- 2002 - Pequeño Diccionario Amoroso ... como Luiza
- 2001 - La Pasión de Cristo en la Nueva Jerusalén ... como Maria
- 1993 - Bate Otra Vez
- 1993 - Tróia .... como Helena de Tróia